# Tor Mann

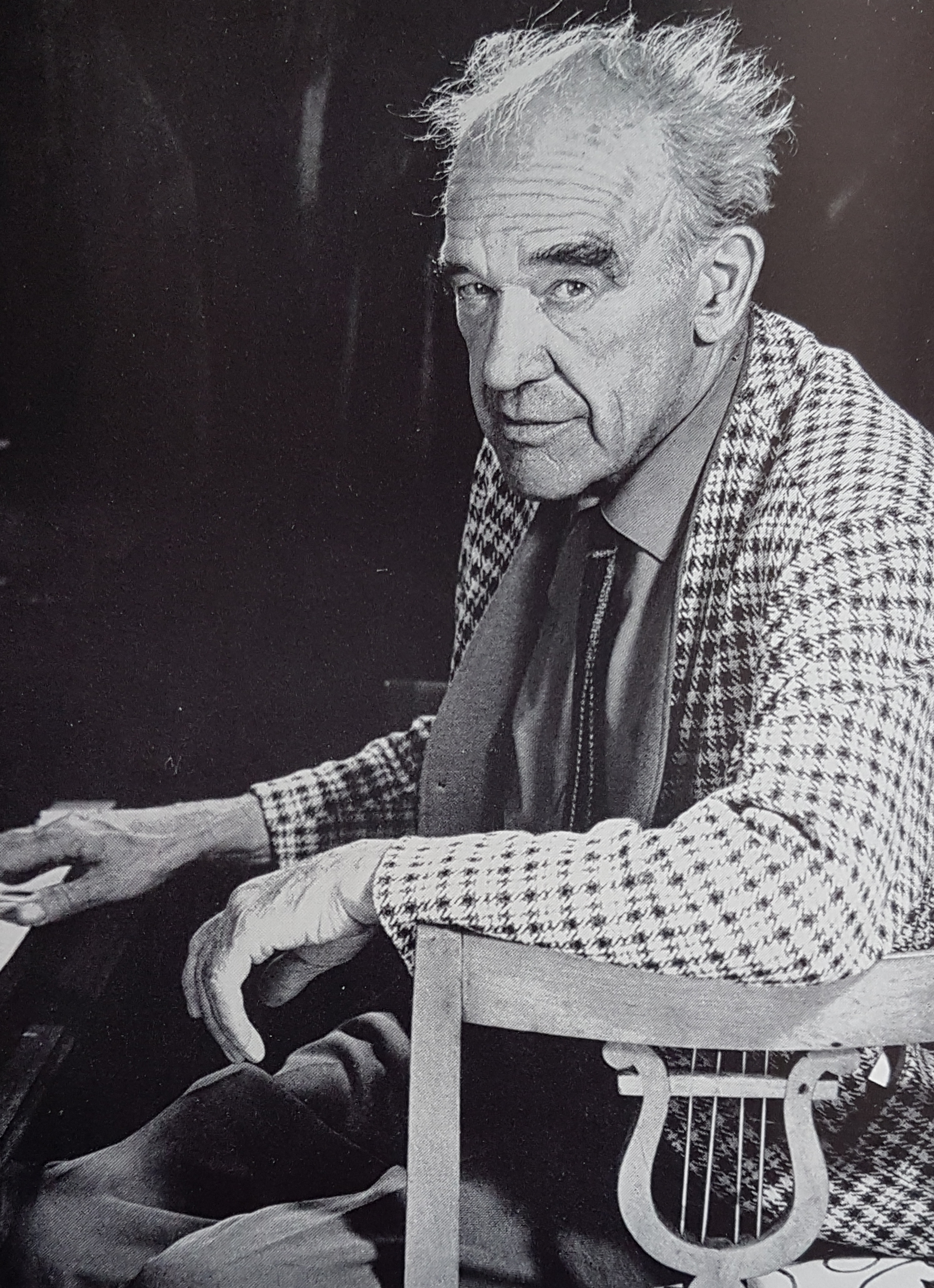
Fotografía de Tor Mann a blanco y negro.

Tor Mann (25 de febrero de 1894 – 29 de marzo de 1974) fue un director de orquesta sueco.
Mann fue el director principal de la Orquesta Sinfónica de Gotemburgo de 1925 a 1939, y de la orquesta Sinfónica de la Radio Sueca de 1939 a 1959.